# Бахрома

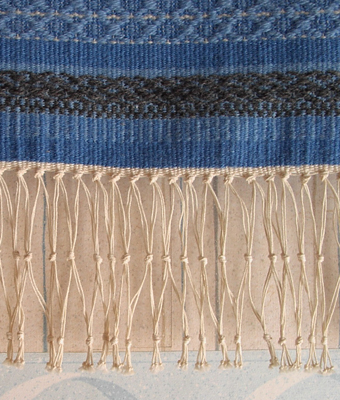
Бахрома

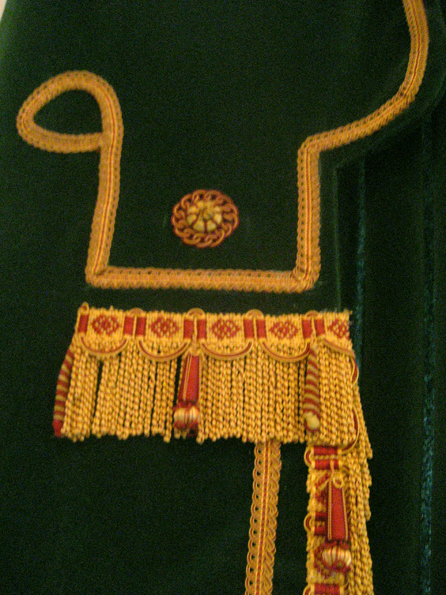
Бахрома на уніформі Вермонтського сенату Капітолія штату Вермонт. 2003

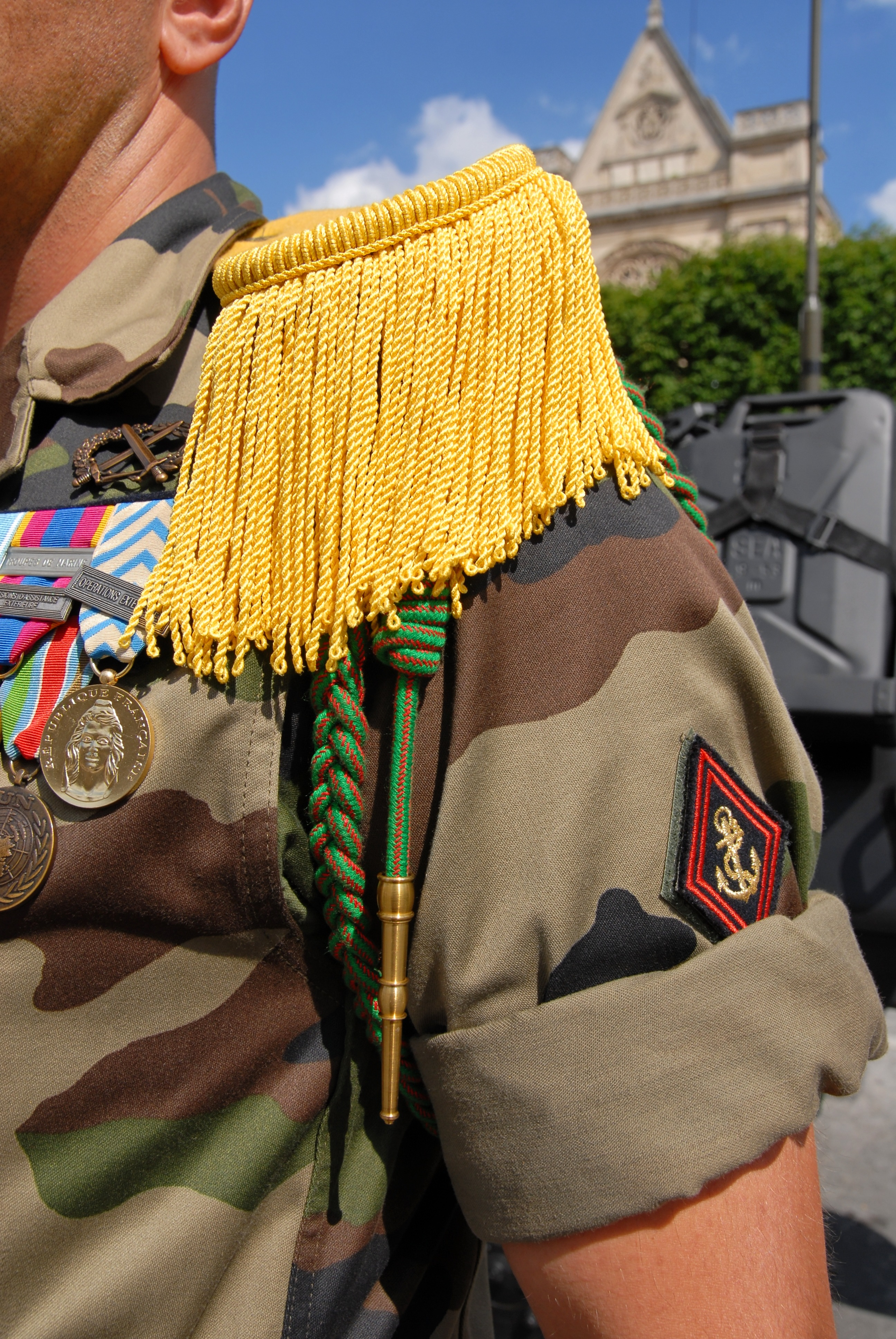
Бахрома жовтого кольору на еполетах військовослужбовця морської піхоти Франції. 2003

Бахрома́ або торочки (араб. mucharramat — «мережива») — тасьма з нитками, що висять з одного боку, м'якими волокнами, шнурками або будь-якими іншими підвісками. Використовується як обшивка країв одягу, скатерті і ін. з кручених або іншої форми шовкових, шерстяних, срібних або золотих ниток, а також як прикраса до завіс, меблів, абажурів.
Бахромою обробляються різні текстильні вироби з метою додання виробам привабливого вигляду. Бахрому для обробки хусток і шарфів отримують висмикуванням ниток на краях виробу. Для цього хустки заздалегідь підрубаются.
Бахрома також застосовується для прикрашення штор, часто при цьому використовується бахрома з бісером.